# Karolina Šprem
Karolina Šprem (Varaždin, Yugoslavia, 25 de octubre de 1984) es una tenista croata.
Pese a no haber ganado nunca un título de la WTA, entre sus logros se encuentran haber vencido dos veces a una número 1 del mundo y ganadora de 7 Grand Slam, Venus Williams. Además también ha vencido a tenistas Top 10 como Ai Sugiyama o Daniela Hantuchová.

## Clasificación en torneos delGrand Slam
| Torneos                   | 2003 | 2004 | 2005 | 2006 | 2007 | 2008 | 2009 | 2010 | 2011 | G–P   |
| ------------------------- | ---- | ---- | ---- | ---- | ---- | ---- | ---- | ---- | ---- | ----- |
| Grand Slam                |      |      |      |      |      |      |      |      |      |       |
| Abierto de Australia      | A    | 1R   | 4R   | 2R   | 1R   | A    | 1R   | 2R   | 1R   | 5–7   |
| Roland Garros             | A    | 1R   | 2R   | 3R   | A    | 1R   | 1R   | 1R   | A    | 3–6   |
| Wimbledon                 | 2R   | CF   | 1R   | 3R   | A    | A    | 1R   | 2R   | A    | 8–6   |
| Abierto de Estados Unidos | 1R   | 1R   | 1R   | 1R   | A    | A    | A    | 1R   | A    | 0–5   |
| G–P                       | 1–2  | 4–4  | 4–4  | 5–4  | 0–1  | 0–1  | 0–3  | 2–4  | 0–1  | 16–24 |

## Títulos

### WTA

#### Individual (0)
| Leyenda: Antes de 2009     | Leyenda: A partir de 2009 |
| -------------------------- | ------------------------- |
| Grand Slam (0)             |                           |
| Juegos Olímpicos (0)       |                           |
| WTA Tour Championships (0) |                           |
| Grand Slam Cup (0)         |                           |
| Tier I (0)                 | Premier Mandatory (0)     |
| Tier II (0)                | Premier 5 (0)             |
| Tier III (0)               | Premier (0)               |
| Tier IV & V (0)            | International (0)         |

| Resultado   | N.º | Fecha                    | Torneo               | Superficie        | Oponentes          | Resultado          |
| ----------- | --- | ------------------------ | -------------------- | ----------------- | ------------------ | ------------------ |
| Subcampeona | 1.  | 24 de mayo de 2003       | Estrasburgo, Francia | Arcilla           | Silvia Farina Elia | 3-6, 6-4, 4-6      |
| Subcampeona | 2.  | 14 de junio de 2003      | Viena, Austria       | Arcilla           | Paola Suárez       | 6-7(0-7), 6-2, 4-6 |
| Subcampeona | 3.  | 25 de septiembre de 2005 | Calcuta, India       | Dura (Bajo techo) | Anastasia Myskina  | 2-6, 2-6           |

### ITF 11 (10;1)

#### Individual (10)
| Torneos de 100 000$ |
| Torneos de 75 000$  |
| Torneos de 50 000$  |
| Torneos de 25 000$  |
| Torneos de 10 000$  |

| Resultado   | N.º | Fecha                   | Torneo         | Superficie    | Oponentes            | Resultado          |
| ----------- | --- | ----------------------- | -------------- | ------------- | -------------------- | ------------------ |
| Subcampeona | 1.  | 2 de septiembre de 2001 | Móstar         | Arcilla       | Adriana Basaric      | 4-6, 3-6           |
| Campeona    | 1.  | 27 de enero de 2002     | Courmayeur     | Dura          | Adriana Basaric      | 4-6, 7-6(7-3), 6-4 |
| Campeona    | 2.  | 17 de febrero de 2002   | Bérgamo        | Dura          | Rita Degli-Esposti   | 6-1, 6-2           |
| Subcampeona | 2.  | 31 de marzo de 2002     | Roma - Parioli | Arcilla       | Dinara Safina        | 7-6(7-3), 2-6, 3-6 |
| Subcampeona | 3.  | 23 de junio de 2002     | Gorizia        | Arcilla       | Ainhoa Goni-Blanco   | 6-7(4-7), 1-6      |
| Subcampeona | 4.  | 11 de agosto de 2002    | Rímini         | Arcilla       | Laurence Andretto    | 5-7, 4-6           |
| Campeona    | 3.  | 26 de enero de 2003     | Grenoble       | Dura          | Sophie Lefèvre       | 7-5, 7-5           |
| Campeona    | 4.  | 16 de febrero de 2003   | Southampton    | Dura          | Magdalena Zděnovcová | 6-1, 3-0, ret.     |
| Campeona    | 5.  | 23 de febrero de 2003   | Redbridge      | Dura          | Olga Barabanschikova | 6-1, 3-0, ret.     |
| Campeona    | 6.  | 23 de marzo de 2003     | Castellón      | Tierra batida | Ľudmila Cervanová    | 6-3, 6-3           |
| Campeona    | 7.  | 2 de noviembre de 2003  | Poitiers       | Dura          | Roberta Vinci        | 6-4, 7-5           |
| Campeona    | 8.  | 1 de marzo de 2009      | Biberach       | Dura          | Kirsten Flipkens     | 6-1, 6-2           |
| Campeona    | 9.  | 11 de abril de 2009     | Torhout        | Dura          | Viktoriya Kutuzova   | 6-1, 6-4           |
| Campeona    | 10. | 11 de abril de 2009     | Mestre         | Dura          | Yvonne Meusburger    | 2-6, 6-2, 6-4      |

#### Dobles (1)
| Torneos de 100 000$ |
| Torneos de 75 000$  |
| Torneos de 50 000$  |
| Torneos de 25 000$  |
| Torneos de 10 000$  |

| Resultado | N.º | Fecha                   | Torneo | Superficie | Compañera            | Oponentes                   | Resultado |
| --------- | --- | ----------------------- | ------ | ---------- | -------------------- | --------------------------- | --------- |
| Campeona  | 1.  | 24 de noviembre de 2002 | Zagreb | Dura       | Mervana Jugić-Salkić | Jelena Kostanić Matea Mezak | 6-2, 6-4  |